# Schloss Bergstetten

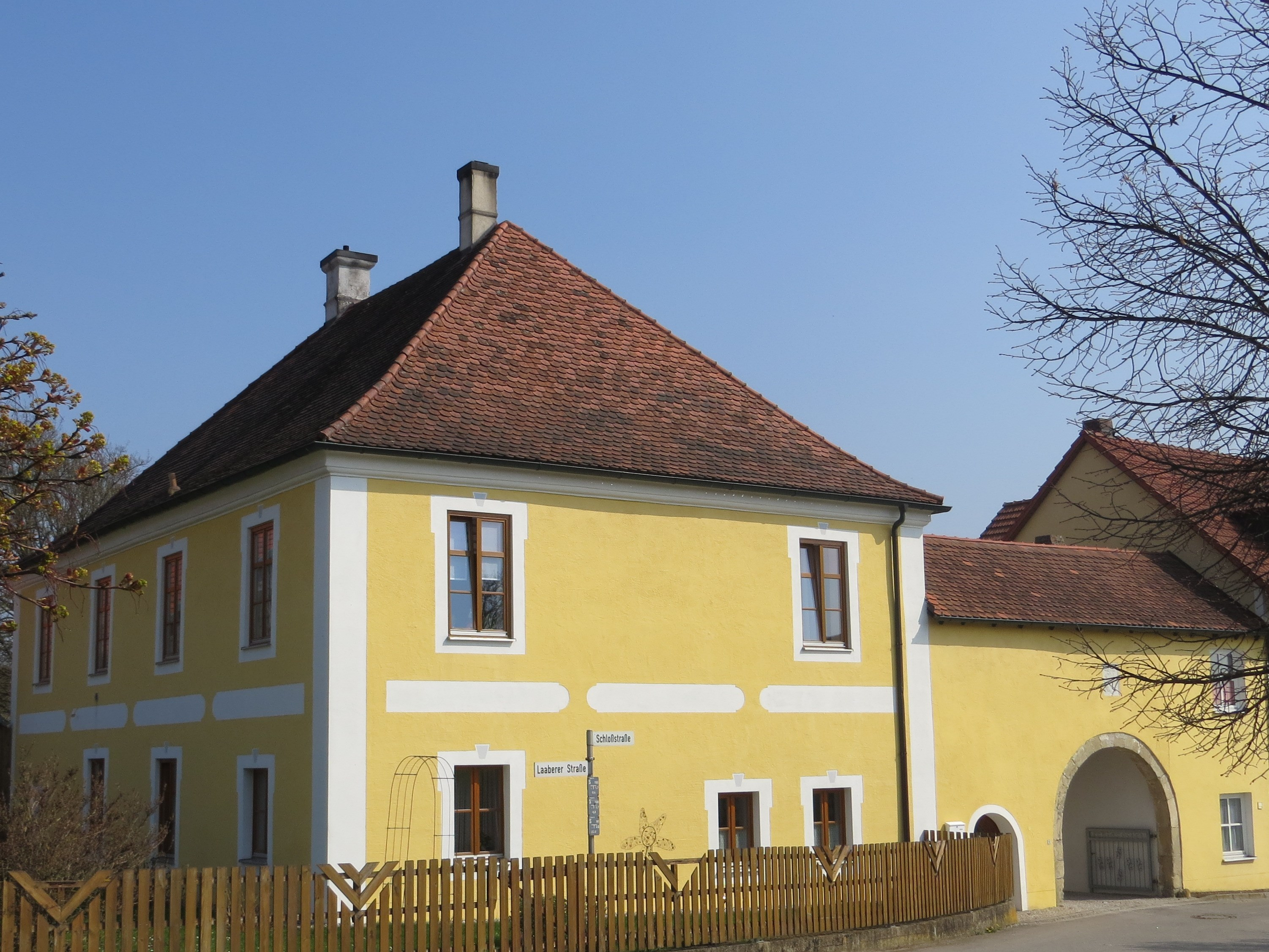
Schloss Bergstetten

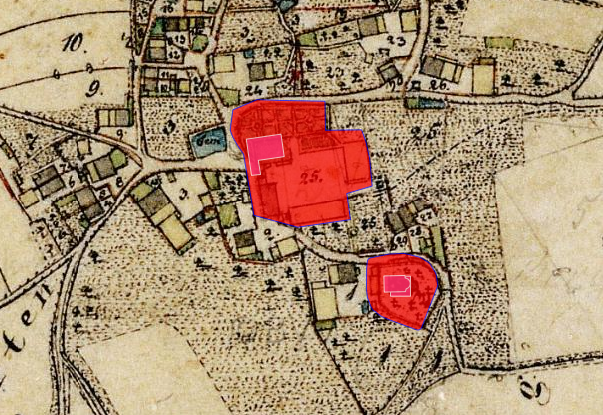
Lageplan des Schlosses Bergstettenauf dem Urkataster von Bayern

Das Schloss Bergstetten ist ein denkmalgeschütztes Gebäude in der Schloßstraße 1 im Ortsteil Bergstetten des Marktes Laaber im Landkreis Regensburg (Bayern). Die Anlage ist unter der Aktennummer D-3-75-162-27 als denkmalgeschütztes Baudenkmal von Bergstetten  verzeichnet. Ebenso wird sie als Bodendenkmal unter der Aktennummer D-3-6937-0216 im Bayernatlas als „archäologische Befunde der frühen Neuzeit im Bereich des ehem. Schlosses von Bergstetten“ geführt.

## Geschichte
Das Schloss wird 1627 erstmals erwähnt. Damals verkauft Abraham Sieghart seinen Hof zu Bergstetten an den Vizekanzler und Pfleger von Burgheim, Simon de Labrique. Herzog Wolfgang Wilhelm verlieh ihm die niedere Gerichtsbarkeit und erhob das Gut zu einem Landsassengut. 1723 wird das Schloss neu erbaut. Um 1700 wird als Besitzer Michael von Drechsel (1697–1712) genannt, der über seine Mutter mit den Labriques verwandt war. Er hatte die Hofmark von den beiden anderen Miterben, Peter Wilhelm von Dalem und Ida Sauerzapf (geborene von Labrique), erworben. Im Besitz der Drechsel'schen Familie blieb das Anwesen bis zum Beginn des 19. Jahrhunderts. Heute befindet sich das Schloss in Privatbesitz.

## Gebäude
Das Schloss ist ein barocker zweiflügeliger und zweigeschossiger Walmdachbau mit genuteten Ecklisenen und Putzgliederung und mit einem rechtwinklig anschließenden Torhaus und Rundbogeneinfahrt. Die Wappentafel zeigt das Baujahr 1726.